# Arielli
Arielli est une commune de la province de Chieti dans les Abruzzes en Italie.

## Administration
| Période                                  | Période  | Identité                | Étiquette | Qualité |
| ---------------------------------------- | -------- | ----------------------- | --------- | ------- |
| 28 mai 2002                              | En cours | Adriano Pietro Scarinci |           |         |
| Les données manquantes sont à compléter. |          |                         |           |         |

### Hameaux
Villa Carloni, San Romano, Colle Martino, Fonte delle Chiavi, Fonte delle pere, Fonte grande, Pescarese, Contrada Valle

### Communes limitrophes
Canosa Sannita, Crecchio, Orsogna,  Poggiofiorito